# Guyana: Crime of the Century
Guyana: Crime of the Century (també coneguda com Guyana: Cult of the Damned) és una pel·lícula dramàtica d'explotació mexicano-estatunidenca del 1979 escrita i dirigida per René Cardona Jr.. La pel·lícula, que es va rodar a Mèxic, es basa en la massacre de Jonestown (Guyana). És protagonitzada per diversos actors nord-americans com Stuart Whitman, Gene Barry i Joseph Cotten. Els noms dels personatges centrals són lleugerament modificats dels històrics: la pel·lícula està ambientada a "Johnsontown" en lloc de a Jonestown, el culte està dirigit pel "Reverend James Johnson" (Whitman) en lloc del reverend Jim Warren Jones i el congresista assassinat. és "Lee O'Brien" (Barry) en lloc de Leo Ryan.

## Argument
A principis de 1977, el Reverend James Johnson, el fanàtic i paranoic líder d'una església independent a San Francisco, trasllada la seva congregació de 1.000 persones a la selva sud-americana del país de Guyana per crear la seva pròpia utopia lliure de l’anomenada corrupció del món civilitzat. La vida a la comuna de la jungla, anomenada "Johnsontown", es fa insuportable ja que apareixen actes de crueltat i brutalitat que Johnson infligeix als seus seguidors. El novembre de 1978, quan el congressista de Califòrnia, Lee O'Brien, investiga diversos informes de detenció de membres de la comuna contra la seva voluntat, s'aventura a Johnsontown amb un equip de periodistes per investigar les denúncies d'abús. Tot i la façana positiva que el reverend Johnson posa al congressista O'Brien, la realitat del camp es fa evident. Quan O'Brien abandona Johnsontown amb un grup de desertors, Johnson ordena als seus fidels escamots de matar O'Brien i als periodistes, i després ordena als seus seguidors que se suïcidin en massa.

## Repartiment
- Stuart Whitman - Reverend James Johnson
- Gene Barry - Congressista Lee O'Brien
- John Ireland - Dave Cole
- Joseph Cotten - Richard Gable
- Bradford Dillman - Dr. Gary Shaw
- Jennifer Ashley - Anna Kazan
- Yvonne De Carlo - Susan Ames
- Nadiuska - Leslie Stevens
- Tony Young - Ron Harvey
- Erika Carlsson - Marilyn Johnson
- Robert DoQui - Oliver Ross
- Hugo Stiglitz - Cliff Robson
- Carlos East - Mike Sheldon
- Edith González - Membre de la comuna

## Recepció
Roger Ebert del Chicago Sun-Times va donar a la pel·lícula 0 de cada 4 i va escriure: La pel·lícula no aporta cap idea a Guyana. Explota el patiment humà amb finalitats de lucre. És un espectacle geek. Universal i els seus expositors haurien d'estar-ne avergonyits."

## Inexactituds històriques
El més destacat és que els membres de "Johnsontown" es distribueixen en gran part amb actors blancs, mentre que, en realitat, i en el seu moment àlgid, la majoria dels membres del Temple dels Pobles eren afroamericans.
A més, la pel·lícula representa "Susan Ames" (la versió fictícia de la lleialista del Peoples Temple, Sharon Amos, interpretada per Yvonne De Carlo) sent assassinada, juntament amb els seus fills, per un obscur home amb ganivet. En realitat, Sharon Amos —una partidària incondicional de Jim Jones estacionada a la propera Georgetown— va seguir les ordres de Jones perquè els seus seguidors morissin el 18 de novembre de 1978. Segons els informes, Amos va agafar un ganivet de carnisseria de cuina i va tallar la gola dels seus dos fills més petits (Christa, d' 11 anys i Martin, de 10 anys), van demanar a la seva filla gran Liane (21 anys) que la matés amb el ganivet, deixant així a Liane que es suïcidés.